# Объединённые правые (фракция)
Объединённые правые (пол. Zjednoczona prawica, ZP, изначально Справедливая Польша, пол. Sprawiedliwa Polska) — парламентская фракция, объединяющая послов Сейма и сенатора Сената Польши. Объединение было основано в 2014 году партиями «Суверенная Польша» и «Польша вместе».

## История
В 2011 году в результате конфликта внутри партии от «Права и справедливости» откололась фракция, а после и партия «Солидарная Польша» (впоследствии «Суверенная Польша») с лидером Збигневом Зёбро.
В 2013 году министр юстиции Ярослав Говин проиграл выборы на главу «Гражданской Платформы». На следующий день Говин вместе с ещё 2 послами на Сейм вышел из фракции «Гражданской Платформы» и основал фракцию, а впоследствии и партию «Польша вместе». Обе партии разделяли правые идеи, однако не имели желания быть в союзе с какой-либо фракцией Сейма.
Парламентское объединение под названием «Справедливая Польша» было основано 11 июля 2014 года двумя партиями — «Солидарная Польша» и «Польша вместе». 6 марта 2015 года коалиция сменила название на «Объединённые правые».
На парламентских выборах 2015 года «Право и справедливость», по спискам которой баллотировались члены «Суверенной Польши» и «Польши вместе», получила 235 мест в сейме.
С окончанием срока Сейма 7-го созыва парламентское объединение перестало существовать. В правительстве Беаты Шидло Збигнев Зёбро стал министром юстиции, а Ярослав Говин — вице-премьером и министром науки и высшего образования. В Сейме партии также входили во фракцию «Права и справедливости».

## Состав на конец Сейма 7-го созыва
По окончании 7-го созыва Сейма объединение состояло из следующих партий:
| Партия | Партия            | Идеология                                         | Лидер         | Мест в Сейме | Мест в Сенате |
| ------ | ----------------- | ------------------------------------------------- | ------------- | ------------ | ------------- |
|        | Польша вместе     | либеральный консерватизм, социальный консерватизм | Ярослав Говин | 3 из 460     | 0 из 100      |
|        | Суверенная Польша | суверенизм, солидаризм, христианские правые       | Збигнев Зёбро | 13 из 460    | 1 из 100      |